# Plainoiseau
Plainoiseau é uma comuna francesa na região administrativa de Borgonha-Franco-Condado, no departamento de Jura. Estende-se por uma área de 5,38 km². Em 2010 a comuna tinha 544 habitantes (densidade: 101,1 hab./km²).